# Pareuplexia harfordi
Pareuplexia harfordi là một loài bướm đêm trong họ Noctuidae.